# Дождевик (одежда)

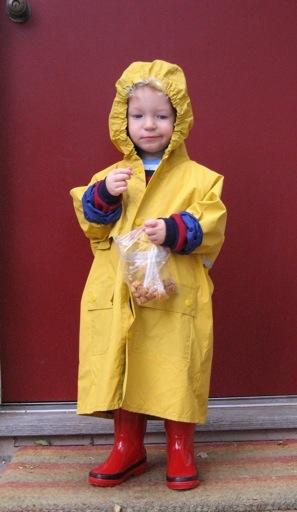
Ребенок в дождевике с капюшоном

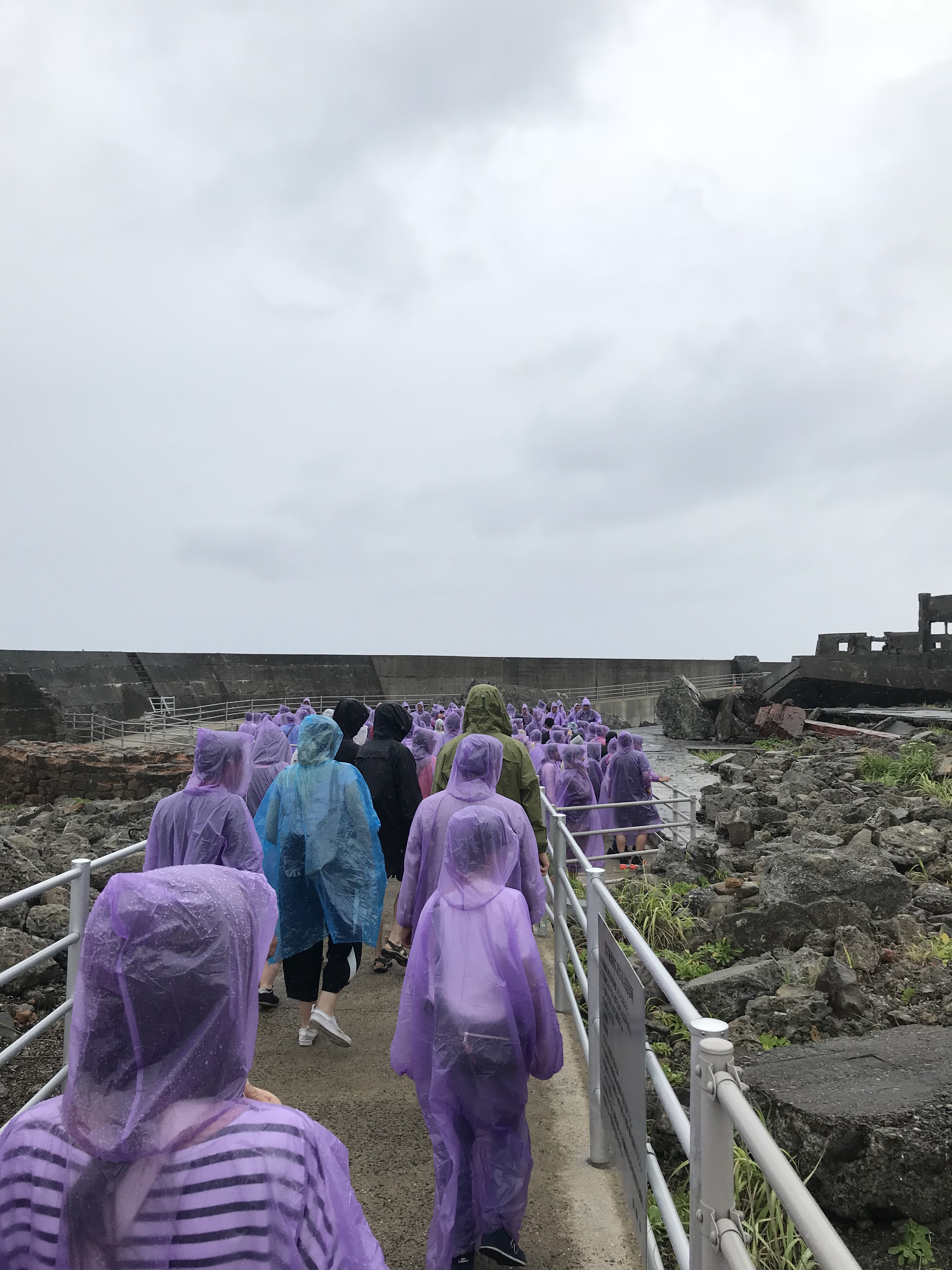
Люди в дождевиках из плёнки

Дождеви́к — разновидность верхней одежды. Первоначально предназначен для защиты от дождя и влаги. Как правило, изготовлен из синтетических непромокаемых материалов. Может входить в комплект спецодежды военнослужащего или охотника.
Различают:
- плащ-дождевик;
- пончо-дождевик;
- пальто-дождевик;
- комбинезон-дождевик;
- дождевой чехол — дождевик для рюкзака;
- дождевик для собак;
- дождевик для кошек.